# شورش روکوگو
شورش روکوگو (انگلیسی: Rokugō Rebellion)، آخرین موضع بیش از ۱۰۰۰ رونین در سال ۱۶۰۳ بود که در خدمت اونودرا یوشیمیچی تا زمان شکست و تبعید او او توسط پیروان شوگون‌سالاری توکوگاوا در سال ۱۶۰۱ سامورایی در خدمت اونودرا یوشیمیچی بود.
رونین با امتناع از تسلیم شدن به فرمانروای جدید سرزمین‌های سابق یوشیمیچی، ساتاکه یوشینوبو، شورش ناموفقی را در روکوگو به راه انداخت. برای ارباب قدیمی خود یوشیمیچی، که به او وفادار ماندند.

## پس زمینه
خاندان اونودرا یک خانواده اصیل نسبتاً کوچک در ولایت دوا در اواخر دوره سنگوکو بود که در طول تقریباً سه دهه جنگ، قلمرو خود را در جنوب امروزی استان آکیتا تثبیت کرده بود. . در طول این سالها بارها با تهاجمات بیگانگان به ویژه خاندان موگامی مواجه شده و به شدت مقاومت کرده است.

اونودرا با برخورداری از درجه قابل توجهی از حمایت مردمی در میان جمعیت محلی و وفاداری در میان نگهبانان خود، با موفقیت تمام حملات به سرزمین‌های خود را دفع کرد.
این درگیری‌های محلی مفهوم جدیدی پیدا کرد، اما زمانی که جنگ بین نیروهای وفادار به توکوگاوا ایه‌یاسو و تویوتومی هیده‌یوری در سال ۱۶۰۰ آغاز شد و در نتیجه اربابان سراسر ژاپن مجبور شدند تصمیم بگیرند که وفاداری‌هایشان کجا باشد. اونودرا یوشیمیچی، رئیس خانواده اونودرا در آن زمان، خود را در قبال آرمان تویوتومی (تنها دایمیو در منطقه آکیتا که این کار را انجام داد) عهد کرد و حتی پس از شکست قاطع وفاداران تویوتومی در نبرد سکیگاهارا ثابت قدم ماند. از طرف دیگر، موگامی‌ها با توکوگاوا متحد شده بودند و از انزوای سیاسی جدید خاندان اونودرا استفاده کردند تا یک بار برای همیشه آنها را شکست دهند؛ بنابراین اونودرا ضعیف شده سرانجام تحت انقیاد قرار گرفتند و اعضای خاندان بازمانده از جمله اونودرا یوشیمیچی تبعید شدند. اگرچه یکی از اعضای خاندان، اونودرا شیگه‌میچی حتی پس از این مرحله از تسلیم شدن خودداری کرد و به مقاومت ادامه داد، او نیز در اوایل سال ۱۶۰۱ شکست خورد.

## شورش
پس از پایان مقاومت اونودرا شیگه‌میچی، اونودرا هان (ژاپن) (فیف) خاموش شد و با آن بیشتر سامورایی‌های این قبیله بیکار و بی‌استاد شدند رونین که به شدت از ارباب سابق خود رنجیده بودند. درمان توسط شوگون‌سالاری توکوگاوا. دو سال بعد، توکوگاوا آیه یاسو هان خانواده‌های نجیب را در سراسر ژاپن توزیع کرد و زمین‌های قدیمی قبیله اونودرا به عنوان قلمرو کوبوتا در اختیار خاندان ساتاکه قرار گرفت. در نتیجه، ساتاکه یوشینوبو به عنوان فرمانروای جدید بر منطقه منصوب شد و در نوامبر ۱۶۰۳ برای به دست گرفتن کنترل قلمرو جدید خود وارد شد. از آنجایی که قلعه یوکوت هنوز در نبرد قبلی ویران شده بود، یوشینوبو تصمیم گرفت در قلعه کوچک Rokugō اقامت موقت کند.
تنها برای یافتن آن که توسط نگهبانان سابق اونودرا در برابر او سنگر گرفته شده است؛ بنابراین او مجبور شد به قلعه‌ای که «دژوره» متعلق به او بود یورش برد. به زودی پس از کنترل کامل روکوگو، ساتاکه یوشینوبو خود را در محاصره ۱۰۰۰ طرفدار اونودرا رونین دید.
 که تصمیم گرفته بودند در «آخرین ژست خودکشی» علیه دولت و برای ارباب سابق خود اونودرا یوشیمیچی شورش کنند.مردم شهر و راهبان روکوگو برای بیرون راندن رونین تجمع کردند، و همراه با نیروهای قبیله ساتاکه به سرعت شورشیان را شکست دادند. با این وجود، مورخ استفان ترنبول قضاوت کرد که «هیچ هاتاموتو در تاریخ ژاپن هرگز وفاداری خود را به ارباب دور خود به گونه‌ای دراماتیک نشان نداده است» که سامورایی‌های اونودرا نشان دادند.